# 傑馬奧拉德謝赫
36°04′41″N 2°00′18″E / 36.07793°N 2.00500°E
傑馬奧拉德謝赫（阿拉伯语：‎），是阿爾及利亞的城鎮，位於該國北部艾因迪夫拉省，由傑利達區負責管轄，面積127平方公里，2008年人口7,510，人口密度每平方公里59人。